# Bryophaenocladius korkishkoi
Bryophaenocladius korkishkoi är en tvåvingeart som beskrevs av Makarchenko 2006. Bryophaenocladius korkishkoi ingår i släktet Bryophaenocladius och familjen fjädermyggor. Inga underarter finns listade i Catalogue of Life.